# Voiture OCEM

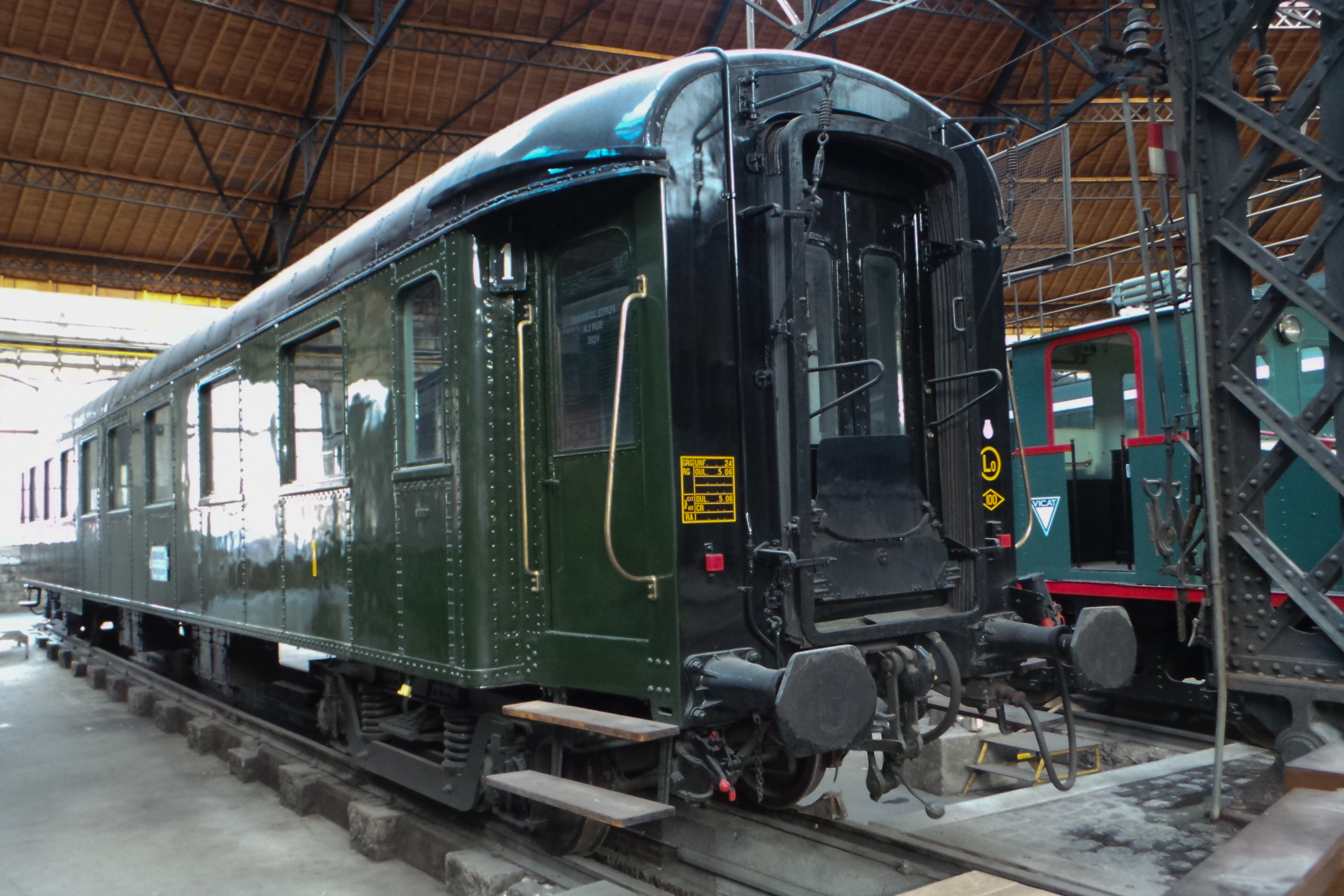
Voiture prototype de 1re et 2e classe OCEM à rivets apparents.

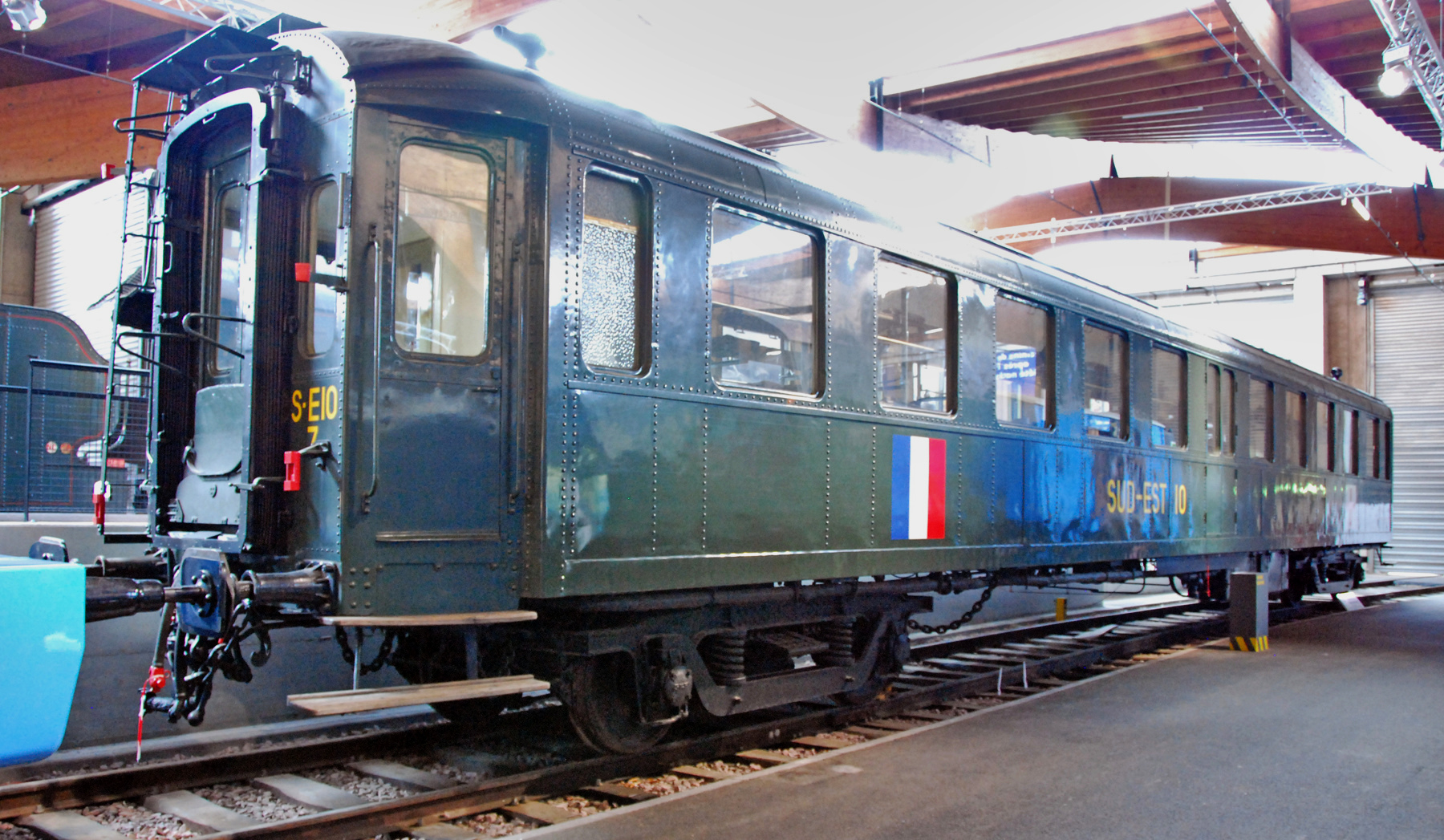
C11 « Bacalan » sanitarisable à rivets apparents.

Les voitures OCEM sont des voitures de chemin de fer de grandes lignes conçues par l'office central d'études de matériel de chemins de fer pour différentes compagnies de chemins de fer dans un but de renforcement de la sécurité et d'une standardisation du matériel grandes lignes.
Elles ont été construites en 2 221 exemplaires de 1924 à 1940.

## Origine
Dans les années 1920, une grande partie du service voyageur grandes lignes était assuré par des voitures à caisse en bois tôlé des différentes compagnies, les plus modernes avec intercirculation et montées sur bogies. La compagnie du Paris-Orléans a, depuis la fin du XIXe siècle, adopté un principe de construction semi-métallique avec ses voitures grandes lignes dites « Polonceau ». Toutes ces voitures avaient pour inconvénient majeur l'absence de protection des voyageurs en cas d'accident (télescopages, projections d'éclats de bois, incendies…). Dans le but d'améliorer la sécurité des voyageurs des trains de vitesse, les compagnies de chemin de fer françaises s'orientèrent à cette époque vers la construction de voitures entièrement métalliques. Si les compagnies du Nord et de l'Est construisirent leurs propres modèles avec respectivement les express et rapides (dites « torpilles ») et les voitures « Forestier », celles du PLM, du Midi, du Paris-Orléans et l'État et de l'Alsace-Lorraine firent appel à l'OCEM pour la conception de ces nouvelles voitures.

## Un matériel standardisé
L’aménagement de base comporte les compartiments au centre encadrés par un WC et une plateforme fermée avec intercirculation à chaque extrémité. Ces voitures ont été étudiées dans un but d’uniformisation du matériel voyageurs des différentes compagnies, celles-ci ayant auparavant l’habitude de construire chacune leurs propres voitures.
Les voitures OCEM ont donc été conçues de manière à présenter le maximum de pièces en commun d'un type à l'autre. Dans le principe, les porte-à-faux ont tous la même valeur permettant aux pièces de fonderie, notamment les traverses de tamponnement d'être toutes identiques. Les plateformes et les WC sont les mêmes sur toutes les voitures. Selon la disposition des compartiments (1re classe, 2e classe ou mixtes en tous genres) on fait varier uniquement la distance entre les pivots des bogies. On ajuste ainsi la longueur des voitures par l’adaptation de la longueur d’éléments profilés, ce qui simplifie grandement la construction des différentes voitures. Ce ne sera pas vrai pour toutes les séries, les livraisons de voitures OCEM s’étant étalées sur de nombreuses années, des modifications de dimension, de mode de construction ont été opérées d’une série à l’autre. D’un point de vue constructif, les premières séries étaient assemblées de façon traditionnelle avec des couvre joints rivetés, les têtes de rivets étant laissées apparentes.
À partir de 1929, en raison de l’aspect disgracieux des rivets apparents et des difficultés d’entretien qu’ils généraient, les voitures de l’OCEM passent du type dit à rivets apparents au type dit à faces lisses ou à panneaux lisses. Ces modèles se caractérisent par le recours à des assemblages à couvre joints à rivets à tête fraisée, ainsi qu’à la soudure pour certains éléments, comme les panneaux inférieurs de la caisse. Il en résulte des voitures plus élégantes comportant de fins couvre-joints horizontaux en bas de caisse en ceinture.
Les derniers modèles de voitures OCEM firent entièrement appel à la soudure, les couvre-joints disparaissent et les flancs et la toiture sont entièrement lisses. Ce mode de construction permettait un gain non négligeable sur la tare, d’où l’emploi de la désignation « soudées allégées ». Ces modèles, livrés à partir de 1937, seront en majeure partie livrés à la SNCF nouvellement créée.

## Historique

### Voitures à rivets apparents
En 1924, la première voiture livrée fut une mixte de première et seconde classe de type A3B5 commandée par la compagnie du Midi. Elle fut immatriculée A3B5yfi 3001. Cette voiture et que les livraisons suivantes au PLM sont construites selon le principe exposé ci-dessus, avec des porte-à-faux de 2,80 m et un entraxe de 14,68 m. Dans la même période, des voitures A7, B8 et C9 sur le même modèle étaient à l’étude. Le prototype fut présenté à l’Exposition internationale des arts décoratifs et industriels modernes de Paris, en 1925.

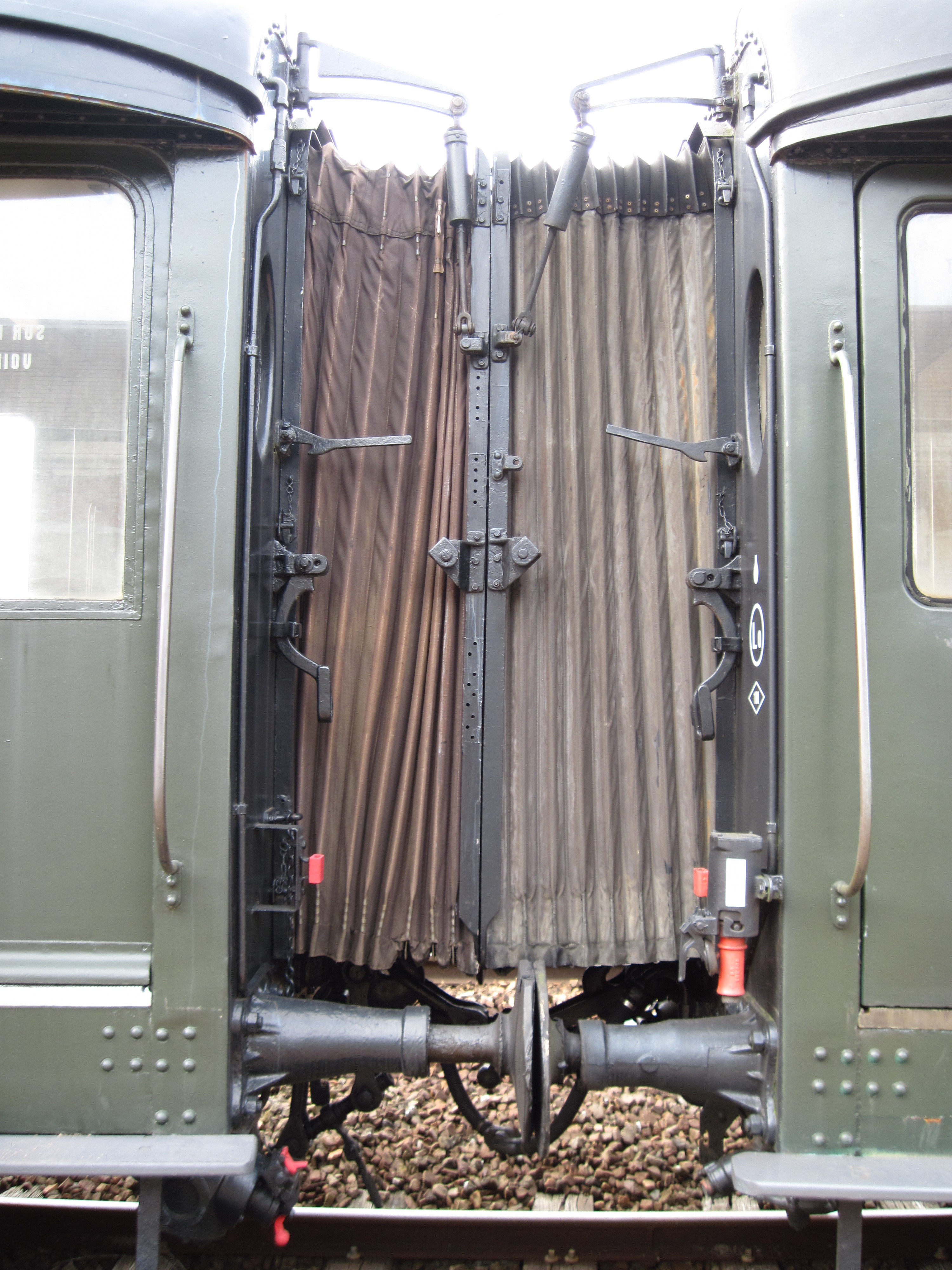
Soufflets d'intercirculation entre deux voitures OCEM

Vinrent ensuite des voitures de troisième classe à neuf compartiments et leur déclinaison mixte fourgon comportant quatre compartiments de troisième classe et un vaste compartiment fourgon. Pour satisfaire à une demande de l’État, ces voitures devaient être sanitarisables : elles devaient pouvoir être aménagées pour le transport de blessés en temps de guerre. Pour cela, les cloisons des compartiments sont démontables pour libérer l’espace nécessaire à la manutention de brancards. Pour faciliter le passage des brancards, le compartiment central des C9 est équipé d’une porte à deux ventaux donnant sur l’extérieur, la même étant aménagée côté couloir. Ces deux portes étaient condamnées en service normal. La présence des grandes portes coulissantes du compartiment fourgon rend inutile cet aménagement sur les voitures C4D. Pour dégager l’espace nécessaire au passage de brancards d’une voiture à l’autre, les plateformes ont été réaménagées et les WC ne sont plus dans le sens de la largeur comme sur les A3B5 mais dans le sens de la longueur. Ces contraintes impliquèrent une dérogation aux dispositions de base du prototype. Les C9 et C4D présentent ainsi des porte-à-faux réduits à 2,70 m pour compenser l’augmentation de la longueur de la caisse due à l’aménagement particulier des plateformes. L’entraxe des pivots des bogies est le même que sur les A3B5. Ces voitures furent livrées aux réseaux de l’État, de l’AL et du PLM.
Pour les modèles suivants, les différentes compagnies émirent le souhait de disposer de voitures possédant plus de compartiments que les modèles étudiés par l’OCEM. Ainsi, les études furent réorientées vers des modèles plus longs, de type A8, B9 et C10, dans le but d’optimiser le poids mort de ces véhicules relativement lourds. Pour ne pas engager le gabarit, l'augmentation de la longueur de la caisse est répartie entre empattement et porte-à-faux.
Les porte-à-faux passent donc à 3,295 m pour ces voitures. La variation de longueur de caisse se répercute sur l'entraxe des bogies, comme c'était prévu pour les voitures « courtes ». Pour chaque disposition, on obtient les longueurs suivantes :
- A8 : longueur de caisse 22,08 m, entraxe des bogies 15,49 m.
- B9 : longueur de caisse 21,27 m, entraxe des bogies 14,68 m.
- C10 : longueur de caisse 21,16 m, entraxe des bogies 14,57 m.

Ces nouvelles moutures, toujours à rivets apparents furent livrées entre 1927 et 1930 au Midi (20 A8, 20 B9 et 150 C10), au PLM (40 A8, 100 B9) et à l’État (50 B9). Le Midi et le PLM reçurent également des voitures de nuit.

### Voitures à panneaux lisses

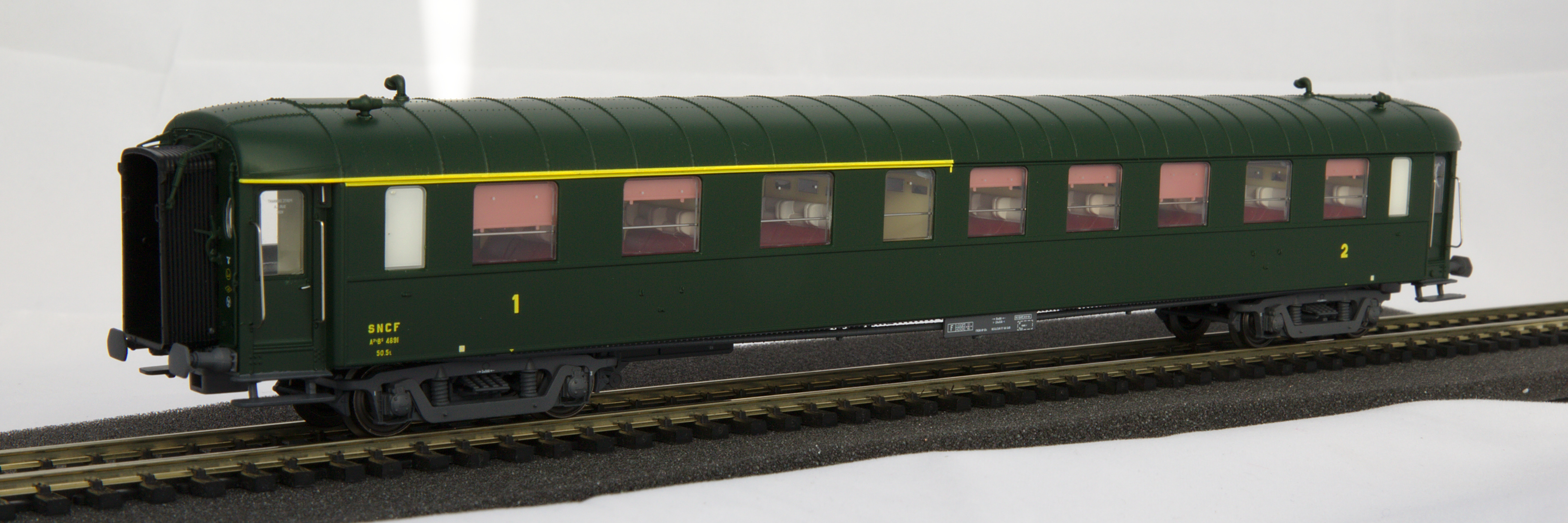
Modèle réduit LS Models de voiture OCEM à panneaux lisses A^{3½}B^{5}.

Pour les voitures suivantes, on abandonna la construction à rivets apparents pour une construction mixte rivetée (rivets à têtes fraisée) et soudée. Ces dernières reprennent les dimensions des derniers modèles à rivets apparents. Avec cette nouvelle série apparurent de nouveaux diagrammes : des A3½B5 et des C10 sanitarisables, issues d’une commande spéciale du PO, ainsi que des modèles C5D basées sur les C10, livrées à plusieurs réseaux. Apparurent aussi pour le réseau de l’État, des mixtes B4C5 et B5D.
Le PLM, qui s’était déjà bien équipé en voitures à rivets apparents et qui procédait à la métallisation complète de ses voitures d’express en bois tôlé commanda assez peu de voitures à panneaux lisses. Seulement 25 B9 et 20 voitures couchettes de différents types furent livrées à ce réseau. L’État en revanche, sous l’impulsion de Raoul Dautry qui désirait composer tous les trains drapeaux avec ce type de matériel en commanda en nombre important : 60 A8, 71 A3B5, 50 B9, 44 B4C5, 10 B5D et 248 C10.
Le PO qui jusque-là n’avait commandé aucune voiture OCEM, passa une timide commande de 17 A3½B5, 15 B9, 13 A8, 2 A7 (futures A8), 10 C10 sanitarisables et 20 C5D. Pour ce qui est des autres réseaux, le Midi commanda 20 A3B5, 10 A8, et 15 C5D, et l’AL 10 A8 et 20 A3B5. Les voitures commandées par le PO et le Midi furent pour la plupart livrées après la fusion de l’exploitation des deux compagnies.

### Voitures «soudées-allégées»
Les voitures à panneaux lisses n’ayant apporté aucune amélioration de tare par rapport aux modèles à rivets apparents, l’OCEM étudia de nouveaux modèles à la construction optimisée faisant appel à la soudure. Ces voitures « soudées allégées », dites aussi à « faces lisses », toutes de troisième classe, furent pour la plupart livrées à la SNCF. Seul le PO-Midi et le PLM eurent l’occasion d’apposer leurs marquages et leurs livrées sur ce type de voiture. Ces voitures possédaient des compartiments plus vastes que les voitures de troisième classe des séries précédentes. Elles étaient toutes sanitarisables.

### Voitures spéciales

#### Voitures Bacalan

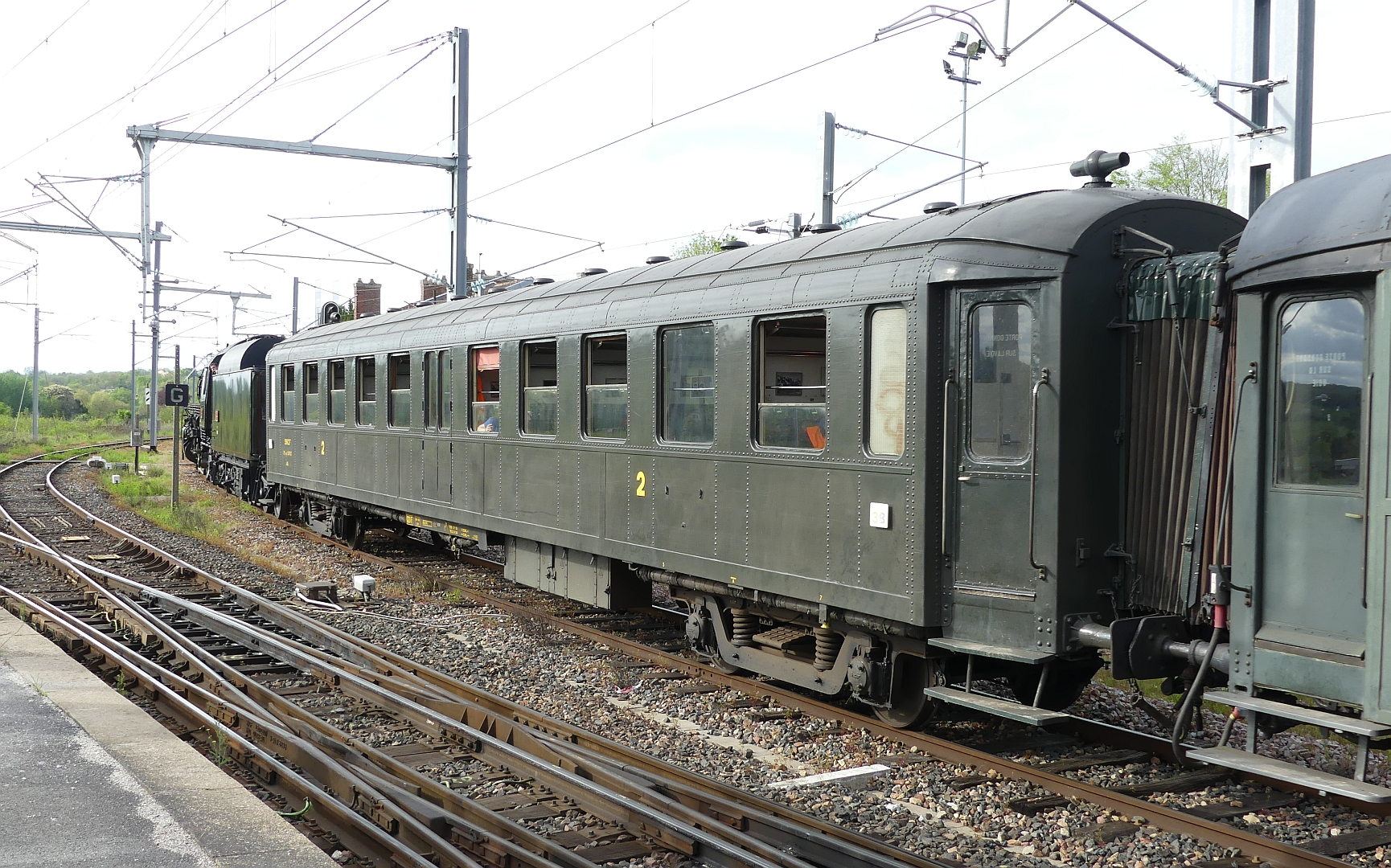
La voiture de 2e classe Dyle et Bacalan B11 myfi 54763 d’origine PLM.

À l’époque des livraisons des OCEM à rivets apparents aux autres compagnies, celle du Paris Orléans sortait juste d’un important programme de livraison de voitures semi-métalliques pour ses trains grandes lignes. La compagnie était donc bien équipée en matériel moderne, confortable et récent (les dernières furent livrées en 1924). Ces voitures dites semi-métalliques comportaient un châssis métallique et une caisse mixte : métallique pour le panneau inférieur tandis que les custodes et le pavillon étaient construits en bois de façon traditionnelle. Si ces voitures présentaient un net progrès par rapport aux voitures classiques à caisse en bois tôlée, elles n'avaient pas la résistance des voitures entièrement métalliques.
Désireuse de s’équiper de matériel entièrement métallique, le PO fit étudier par l’OCEM des voitures mixtes B4C6 sanitarisables d’aspect similaires aux voitures semi-métalliques mais de construction entièrement métallique à rivets apparents. Construites par la société Dyle et Bacalan à Bordeaux (d’où leur nom), ces 10 voitures de type B4C6 furent les premières voitures entièrement métalliques du PO ainsi que les premières mixtes BC hors voitures armistice. Elles furent conçues selon les principes de l'OCEM mais avec quelques optimisations qui permirent un gain de poids non négligeable. Ainsi, malgré une longueur importante (21,504m) elles ne pesaient que 44 tonnes à vide.
C'est pour cette raison que le PLM présenta un vif intérêt envers ces voitures qui se concrétisera par une commande à Dyle et Bacalan de 185 voitures de 3e classe de type C11, elles aussi sanitarisables, livrées entre 1929 et 1931.

#### Transatlantiques de l'État
Outre des commandes importantes de voitures à panneaux lisses pour équiper ses trains grandes lignes, l’administration des chemins de fer de l’État fit étudier par l’OCEM un programme de 50 voitures de luxe destinées aux services transatlantiques. Ces voitures, basées sur le modèle A8 à panneaux lisses étaient aménagées à l’image des voitures Pullman de la CIWL. Comme ces dernières, elles circulaient en couplages de deux voitures, l’une étant équipée d’une cuisine de sorte que les voyageurs puissent se restaurer à leurs places. Les voitures sans cuisine comportaient deux grands salons de 12 places et deux coupés de 4 places. Celles avec cuisine avaient un salon de 12 places et un salon de 8 places. Les sièges sont disposés par deux de part et d’autre des tables situées sous chaque fenêtre, sauf dans les coupés dans lesquels quatre sièges sont disposés autour d’une table. Extérieurement, ces voitures se distinguaient des A8 classiques par une livrée à deux tons de vert avec des réchampissages vert sombre et une toiture blanche. Les 25 voitures avec cuisine étaient reconnaissables à la disposition des baies de l’office et de la cuisine.

## Livrées
Les livrées d'origine sont celles en vigueur sur le matériel voyageur des compagnies pour le PLM, l'État, le PO et le Midi. Le PLM utilisait une livrée bicolore noire avec le bas de caisse rouge pour les voitures de première classe et jaune « chamois » pour les voitures de seconde, les voitures de troisième classe étant entièrement vertes (de même que les fourgons à bagages). Celles du PO présentaient une livrée entièrement vert sombre à réchampissages noirs, avec des filets encadrant le panneau inférieur dont la couleur varie d'une classe à l'autre : jaune pour les voitures de première classe, vert pour les voitures de seconde et rouge pour les voitures de troisième, couleurs s'inspirant de la couleur des billets de train pour chaque classe. L'État appliquait une livrée à base de vert sur les parois latérales de la caisse, celles des plateformes étant noires, à l'exception des portes d'accès qui restent vertes. Les voitures de luxe de l’État, les Transatlantiques, arboraient quant à elles une livrée composée principalement de deux tons de vert : un pour le panneau inférieur et les extrémités, et un vert plus clair pour les custodes. Les couvre-joints étaient réchampis d'un vert sombre et la toiture était blanche. Les voitures du Midi étaient vertes avec les dossiers noirs. Un filet jaune formant un cadre aux angles arrondis autour des parois latérales, y compris des plateformes. L'AL appliquera à ses OCEM le vert « unifié » du cahier des charges de l'OCEM qui n'est autre que le vert utilisé par la compagnie de l'Est sur ses voitures métalliques et qui deviendra le fameux vert 306 de la SNCF. Les toitures étaient grises ou noires selon les compagnies.

Les livrées SNCF sont d'abord à toit noir puis à toit vert avec marquage UIC (logo encadré). Transitoirement, on note des B9 RA et des B10 soudées à logo SNCF rond (toit noir).

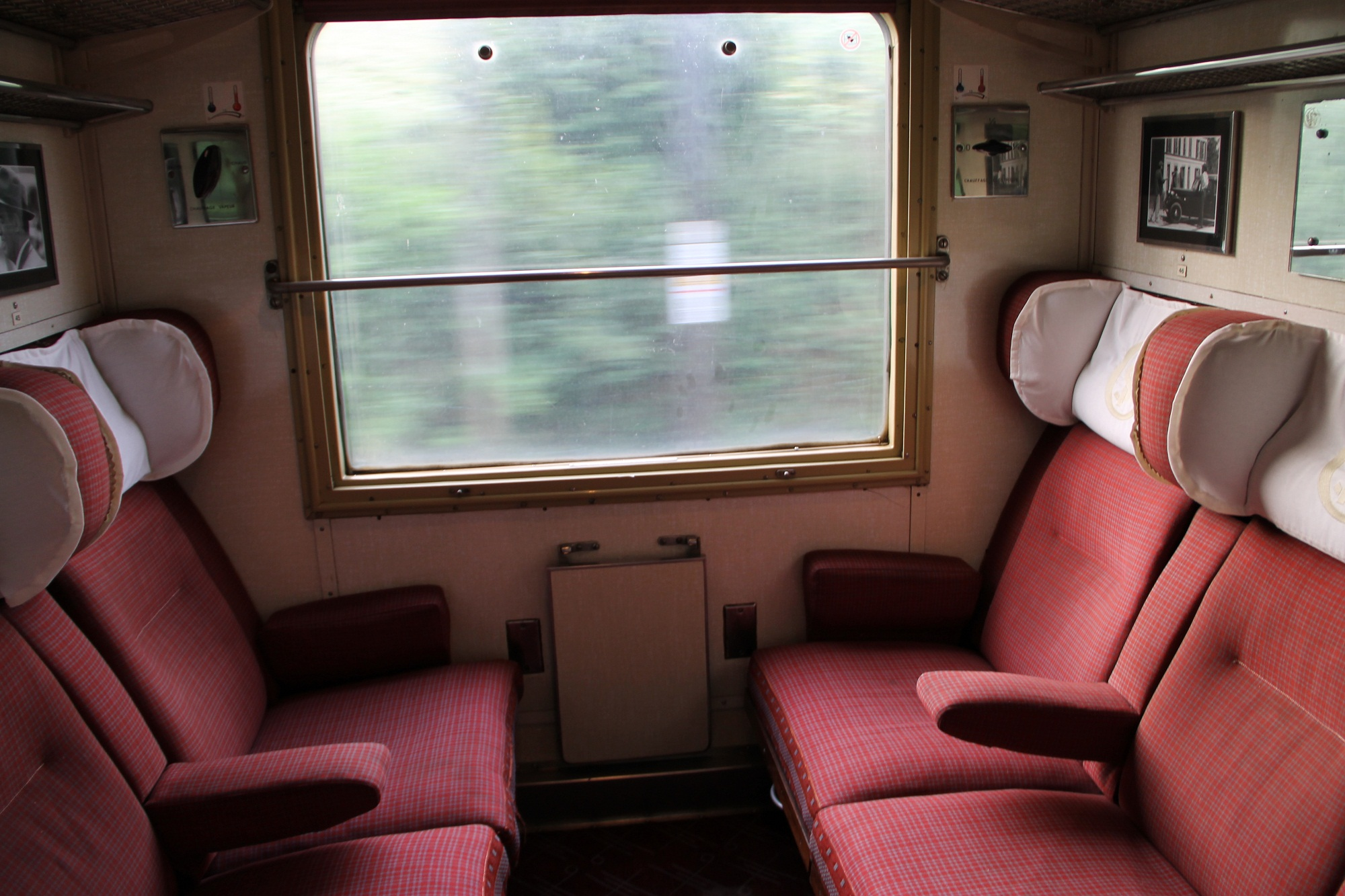
Compartiment de la voiture OCEM de première classe du Pacific Vapeur Club

À l’occasion d'une révision générale, des voitures PL A8c8, A4B5, B9 et B5D ont été équipées de fenêtres à encadrement extérieur.

## Préservation
Un certain nombre de voitures OCEM ont été préservées de la destruction, notamment par des associations de passionnés. Elles peuvent être classées au titre des monuments historiques en application des articles L 622-1 et suivants du Code du patrimoine, comme l'ont par exemple été celles appartenant au Pacific Vapeur Club ou à l'AJECTA.
Une centaine de voitures a eu droit à un sursis, en tant que logement pour les équipes de la SNCF, vidées de leur aménagement d'origine, elle perdent toute valeur historique et sont donc démantelés notamment à cause de polluants tel l'amiante ou des huiles de frein, certaines servent toujours pour le compte d'Infra SNCF.
| Version d'origine         | Construction | Retrait   | Constructeur                                            | Opérateur initial  | Immatriculation(s)                                                           | Propriétaire et lieu de préservation |
| ------------------------- | ------------ | --------- | ------------------------------------------------------- | ------------------ | ---------------------------------------------------------------------------- | --- |
| Bacalan Métallisée        | 1922         | 1980      | Dyle & Bacalan                                          | État               | C10myfi 34622, B8yfi 915 à la SNCF, 50 87 20-60 176-6                        | Était préservée par le CFTLP, détruite dans un incendie en 2014. Classée MH le 27 mars 1987 (notice PM31001069), déclassée le 30 juillet 2021.                                           |
| OCEM RA A3/B5yfi          | 1924         |           | Ateliers du Nord de la France                           | Midi               | A3B5yfi 3001, 3421, 4819 (SNCF) puis 50 87 38-47 484-2                       | Confiée sous convention à l'APMFS par la SNCF. En cours de restauration. |
| OCEM RA C9myfi            | 1928         | juin 1982 | De Dietrich                                             | PLM                | C9yfi 12138, C9myfi 12138, C9myfi 54645 puis B9myfi 54645                    | Conservée par le CFTLP avec le matricule 54645. Classée MH le 09 novembre 1987 (notice PM54001123).                                                                                      |
| OCEM RA C9myfi            | 1928         | 1982      | De Dietrich                                             | PLM                | C9yfi 12157, C9myfi 12157, C9myfi 54645, B9myfi 54650 puis 50 87 29-37 270-4 | Conservée par le CFTLP avec le matricule 54645. Classée MH le 09 novembre 1987 (notice PM54001333), vendue en 2021 à la commune de Boulazac-Isle-Manoire et exposée en gare de Niversac. |
| OCEM RA A8yfi             | 1929         |           | De Dietrich & Cie                                       | PLM                | 561 puis 50 87 18-47 400-2                                                   | Conservée à l'AJECTA, n'est plus en état de rouler. Classée MH le 31 janvier 1991 (notice PM77002042).                                                                                   |
| OCEM RA A10/2c10/2yfi     | 1930         | 1995      | Horme et Buire                                          | PLM                | 597 A5c5yfi, Ssmyfi 83, 499 puis 60 87 99-40 038-9 S                         | Conservée par Ar’ Marc’h Du en gare de Guiscriff. |
| OCEM PL A3/B5yfi          | 1931         |           | Ets Soulé                                               | Etat, puis PO-Midi | 3474                                                                         | Conservée à l'AJECTA en livrée Etat, en état de rouler. Classée MH le 31 janvier 1991 (PM77002039).                                                                                      |
| Bacalan B11               |              |           | Dyle & Bacalan                                          | PLM                | 51 87 21-37 502-1                                                            | Conservée par Le Train de La Sauve, n'est plus en état de rouler. Classée MH le 30 octobre 1987 (notice PM63000349).                                                                     |
| Bacalan B11               | 1931         |           | Dyle & Bacalan                                          | PLM                | 51 87 21-37 510-4 puis 50 87 99-37 013-5.                                    | Conservée par Train à Vapeur d'Auvergne, n'est plus en état de rouler. Classée MH le 30 octobre 1987 (notice PM63001948).                                                                |
| Bacalan B11               | 1931         |           | Dyle & Bacalan                                          | PLM                | 51 87 21-37 513-8                                                            | Conservée par Le Train de La Sauve, n'est plus en état de rouler. Classée MH le 30 octobre 1987 (notice PM63001949).                                                                     |
| Bacalan B11               | 1931         |           | Dyle & Bacalan                                          | PLM                | 51 87 21-37 519-5                                                            | Conservée par Train à Vapeur d'Auvergne. Classée MH le 30 octobre 1987 (notice PM63001950).                                                                                              |
| Bacalan B11               | 1931         | 1985      | Dyle & Bacalan                                          | PLM                | 54763 puis 51 87 21-37 527-4                                                 | Conservée par AAATV CVL, en état de rouler. Classée MH le 21 juillet 2003 (notice PM58000625).                                                                                           |
| Bacalan B11               | 1931         |           | Dyle & Bacalan                                          | PLM                | 51 87 21-37 533-6 puis 50 87 21-37 019-7                                     | Conservée par Train à Vapeur d'Auvergne, en état de rouler. Classée MH le 30 octobre 1987 (notice PM63001951).                                                                           |
| OCEM PL C10yfi            | 1932         | 1986      | Société Franco-Belge                                    | PO-Midi            | 11310 puis 50 87 20-44 074-4                                                 | Conservée à l'AJECTA en livrée PO.Midi, n'est plus en état de rouler. Classée MH le 31 janvier 1991 (notice PM77002037).                                                                 |
| Bacalan C11               | 1932         |           | Dyle & Bacalan                                          | PLM                | 11412                                                                        | Conservée par la Cité du Train n'est plus en état de rouler. |
| OCEM PL B10               | 1932         |           | Entreprises Industrielles Charentaises                  | État               | 50 87 20-44 062-9                                                            | Conservée par le Pacific Vapeur Club, en état de rouler. Classée MH le 23 mars 2004 (notice PM76003146).                                                                                 |
| OCEM PL A8                | 1932         |           | CGC                                                     | État               | 50 87 18-37 271-9                                                            | Conservée par le Pacific Vapeur Club, en état de rouler. Classée MH le 23 mars 2004 (notice PM76003145).                                                                                 |
| OCEM A8c8 Transatlantique | 1932         |           | Société Lorraine des Anciens Établissements De Dietrich | État               | A4yfi 304, A8c8 3398 puis 50 87 18-47 422-6                                  | Conservée par le CFTHQ, n'est plus en état de rouler. |
| OCEM A8c8 Transatlantique | 1932         | 1984      |                                                         | État               | A4yfi 306 puis 50 87 48-37 822-3                                             | Conservée par le CMCF, n'est pas en état de rouler. |
| OCEM PL A8yfi             | 1933         | 1986      | De Dietrich & Cie                                       | A.L                | 613 puis 50 87 18-37 257-8                                                   | Conservée à l'AJECTA en livrée A.L, n'est plus en état de rouler. Classée MH le 31 janvier 1991 (notice PM77002041).                                                                     |
| OCEM PL C10c4yfi          | 1938         | 1986      | Entreprises Industrielles Charentaises                  | PO-Midi            | 19200                                                                        | Conservée à l'AJECTA en livrée PO.Midi. n'est plus en état de rouler. Classée MH le 31 janvier 1991 (notice PM77002036).                                                                 |
| OCEM PL B10               |              |           |                                                         | État               | 50 87 20-44 131-2                                                            | Conservée par le Pacific Vapeur Club, en état de rouler. Classée MH le 23 mars 2004 (notice PM76003147).                                                                                 |
| OCEM PL B10               |              |           |                                                         | État               | 50 87 20-44 740-5                                                            | Conservée par le Pacific Vapeur Club, en état de rouler. |
| OCEM PL B10               |              |           |                                                         | État               | 50 87 20-44 741-3                                                            | Conservée par le Pacific Vapeur Club, en état de rouler. |

## Modélisme
Les voitures OCEM ont été reproduites à l'échelle H0 par Jouef, France-trains, Rivarossi, LS-Models, Lemaco/Lematec, R37,SMCF.
À l'échelle 0 par MTH et Lemaco.